# Vesko Mihajlović
Pour les articles homonymes, voir Mihajlović.
Vesko Mihajlović (serbe : Becкo Mихajлoвић) (né le 17 mars 1968 à Kraljevo en RF Yougoslavie) est un footballeur et entraîneur serbe.

## Palmarès
- Vojvodina Novi Sad
  - Meilleur buteur du championnat de Yougoslavie : 1992-93

- Anorthosis Famagouste
  - Vainqueur du championnat de Chypre : 1997-98
  - Vainqueur de la coupe de Chypre : 1998
  - Vainqueur de la supercoupe de Chypre : 1998

- Omonia Nicosie
  - Vainqueur du championnat de Chypre : 1998-99, 2000-01, 2002-03
  - Vainqueur de la coupe de Chypre : 2000, 2005
  - Vainqueur de la supercoupe de Chypre : 2001, 2003

## Parcours d'entraîneur
- juil. 2016-mars 2018 :  ASIL Lysi
- mars 2018-avr. 2018 :  Olympiakos Nicosie